# Sidón
Sidón (en árabe: صيدا‎ Ṣaydā) es la tercera mayor ciudad de Líbano. Se encuentra en la costa del mar Mediterráneo, a unos 40 km al norte de Tiro y 50 km al sur de la capital, Beirut.

## Historia antigua

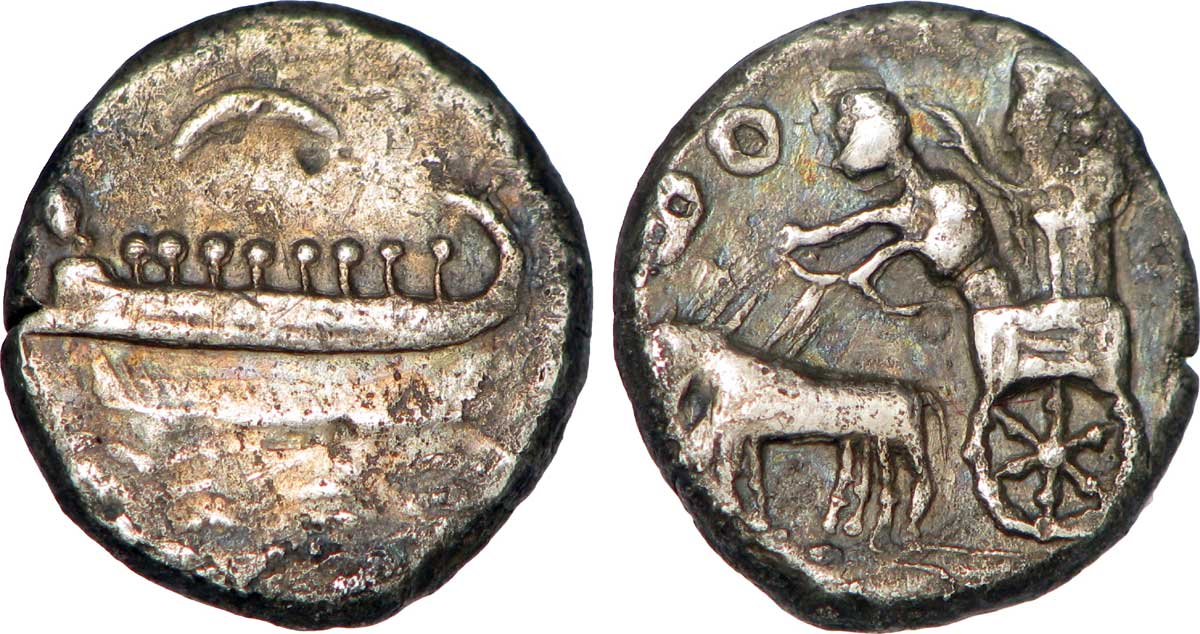
Un cuarto de siclo de Sidón.

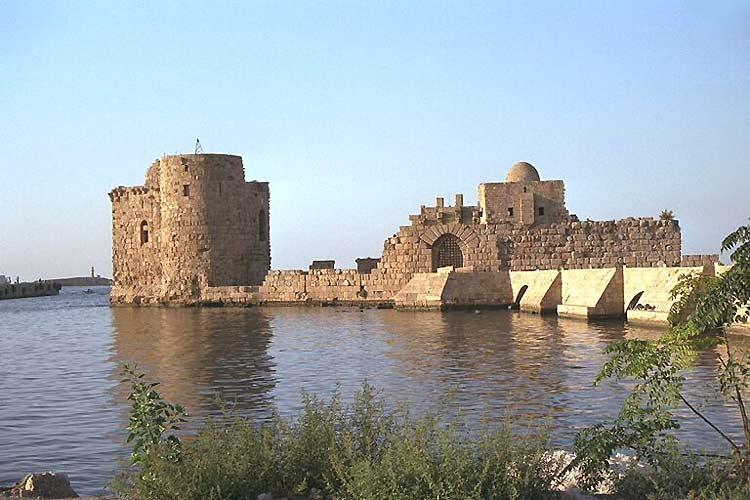
Castillo de Sidón construido por los cruzados hacia 1228.

Sidón fue una importante ciudad de Fenicia, fundada en la misma época que Tiro, Biblos (hoy Djebail) y Beritos (hoy Beirut), en el III milenio a. C. Desarrolló un importante comercio marítimo y creó numerosas colonias a orillas del Mediterráneo.
Destruida por el rey de Asiria Asarhaddón en el 677 a. C., fue posteriormente reconstruida y pasa a manos del imperio persa hacia el 540 a. C. y prospera hasta entregarse a Alejandro Magno en el 333 a. C. integrándose en el mundo greco-romano a partir de entonces.

## Demografía
Aunque en 1900 era una población de unos 10 000 habitantes; en el año 2000 rondaba los 50 000, con predominio de los musulmanes sunníes y una minoría cristiana.

## Economía
Cerca de la ciudad se planta trigo y verduras, y se produce bastante fruta. El antiguo puerto es utilizado por embarcaciones pequeñas. Hay una refinería en la ciudad.

## Hermanamientos
- Constanza (Rumania)

## Personas notables
- Anexo:Reyes de Sidón
- Zenón de Sidón
- Sarcófago de Tabnit